# 市川市立稲越小学校
市川市立稲越小学校（いちかわしりつ いなごししょうがっこう）は、千葉県市川市稲越にある公立小学校。

## 沿革
- 1981年（昭和56年）4月1日 - 市川市立曽谷小学校から分離し、開校。
- 1982年（昭和57年）1月21日 - PTA発足。
- 2000年（平成12年）4月1日 - 学校給食民間委託化。
- 2008年（平成20年）4月1日 - 市川市立須和田の丘支援学校（旧市川市立特別支援学校）小学部が1階に移転。

## アクセス
JR市川駅より京成バス国分高校行き国分高校下車徒歩10分